# Urinette
 (décembre 2017).
Si vous disposez d'ouvrages ou d'articles de référence ou si vous connaissez des sites web de qualité traitant du thème abordé ici, merci de compléter l'article en donnant les références utiles à sa vérifiabilité et en les liant à la section « Notes et références ».
L'urinette est une version féminine de l'urinoir. S'inspirant des installations sanitaires utilisées dans les véhicules spatiaux et dans la station spatiale internationale, l'urinette permet aux femmes d'uriner debout, dans un cône monté sur une tige articulée inclinable. Un protecteur en papier jetable recouvre parfois les parois du dispositif. Même si la plupart des femmes ont quelques réticences lorsqu'elles font face à une urinette pour la première fois, le dispositif est reconnu comme étant hygiénique et sans éclaboussure.

## Principe

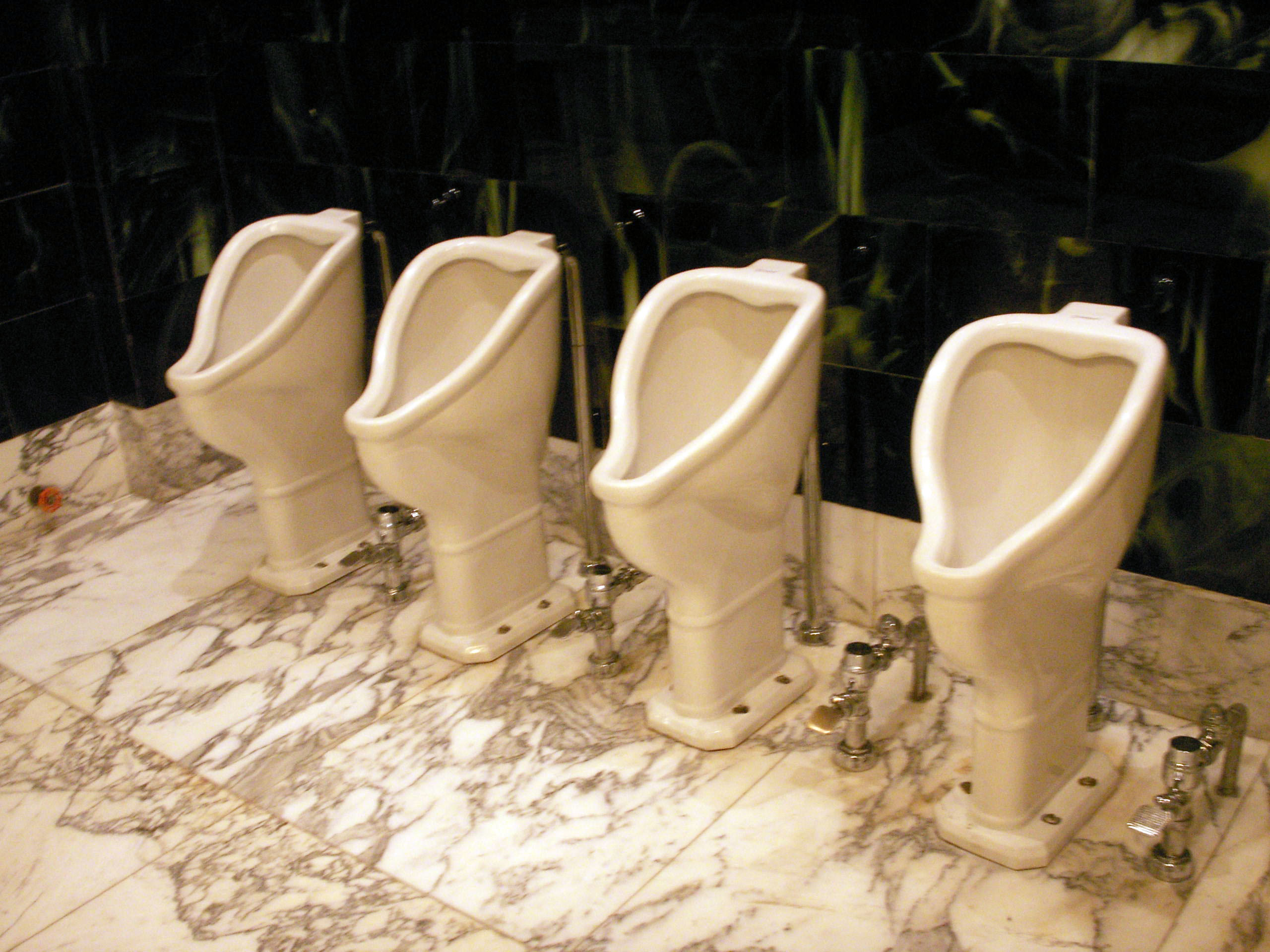
Urinoirs pour femmes, à Mexico.

Alors que les urinoirs pour hommes sont pratiquement généralisés dans les toilettes publiques, aujourd'hui les urinoirs spécialement conçus pour être utilisés par des femmes ne représentent encore qu'une niche de marché. Ils ne cessent cependant d'accroître leur diffusion en raison des avantages de l'urinoir, c'est-à-dire une utilisation rapide et hygiénique, une consommation d'eau plus restreinte et un gain de place. Dans les années 1990, plusieurs prototypes de ces urinoirs ont été mis au point mais, au bout du compte, trois seulement ont réussi à prendre place sur le marché et sont aujourd'hui utilisés : le « Lady P » de Sphinx Sanitair, le « Lady Loo » de GBH ainsi que le « Girly » de Catalano. Ce dernier modèle peut aussi être installé comme urinoir unisexe, par exemple à la maison, et il a été récompensé par plusieurs prix pour son design. Les modèles des différents fabricants ont été régulièrement annoncés et commercialisés comme une révolution dans le domaine sanitaire, malgré le fait que les urinoirs pour femmes ne soient nullement une invention de ces dernières années. Leur développement récent représente plutôt la renaissance d'un concept qui existait déjà. Au début du XXe siècle, lorsque sont apparues les toilettes publiques, on y a placé à l'occasion des urinoirs pour femmes, mais l'effort n'a pas été poursuivi, du fait qu'à cette époque on ne prenait pas particulièrement au sérieux les besoins des femmes. Ces premières tentatives sont peu à peu tombées dans l'oubli. C'est seulement dans les années 1980 que l'idée a été reprise, sans être d'ailleurs poursuivie à l'époque, et elle n'est restée qu'au stade de projet. C'est seulement avec le nouveau millénaire qu'elle est revenue et a été exploitée commercialement.
Les modèles proposés aujourd'hui se ressemblent beaucoup sur le plan de la conception et ils reprennent la forme et l’organisation des urinoirs pour hommes, en les adaptant, bien sûr, à l'anatomie féminine. Tous les modèles mis en service aujourd'hui ont ce point commun qu'on les utilise dans une position fléchie légèrement adaptée, celle qu'on appelle « position du skieur ». Elle s'inspire de celle que les femmes ont l'habitude de prendre dans les toilettes publiques si celles-ci ne sont pas propres.
En pratique on trouve actuellement deux dispositions différentes : en rangées (généralement avec une cloison qui protège des regards comme élément de séparation), comme pour les urinoirs masculins, et également dans des cabines comme pour les toilettes classiques. Mais la deuxième solution, qui représente plutôt un compromis, n'est pas promise à un grand avenir. L'avantage principal qui est ainsi offert par rapport aux toilettes classiques est que cela exige une superficie plus faible. Une telle organisation augmente le nombre de places et celles-ci sont utilisées plus rapidement. La solution des cabines reste assez souvent en usage, avec cet argument que les femmes n'ont pas l'habitude de se servir d'un urinoir et qu'elles se sentent gênées. Mais on peut faire remarquer que souvent les hommes le sont aussi et qu'il reste toujours la possibilité d'avoir recours à un siège classique quand on a honte d'utiliser un urinoir, par exemple dans le cas de parurésie.
Les urinoirs pour femmes conviennent particulièrement dans le cas de toilettes publiques qui connaissent des pointes de fréquentation et où l'on doit tenir compte d'une forte affluence, principalement donc dans des établissements comme les discothèques, les clubs, les salles de congrès et autres lieux analogues.

## Établissements offrant des urinettes fixes
Le Whisky Café, un bar de Montréal, semble être actuellement le seul établissement terrestre à être équipé d'urinettes fixes dans des toilettes publiques pour femmes. Cette particularité a été soulignée par les auteurs du livre Toilettes du monde. Il semble que le marché des urinettes fixes se limite généralement aux femmes ayant besoin d'installations adaptées, ainsi qu'aux milieux médicaux ; les établissements publics (restaurants et sites touristiques par exemple) y sont réticents.
L'entreprise américaine fabriquant ces urinettes fixes a été récemment vendue à une entreprise japonaise, qui en a arrêté la production. Devant la pénurie de pièces de rechange, les quelques rares propriétaires d'urinettes devront mettre leur installation au rancart.

## Urinettes portatives

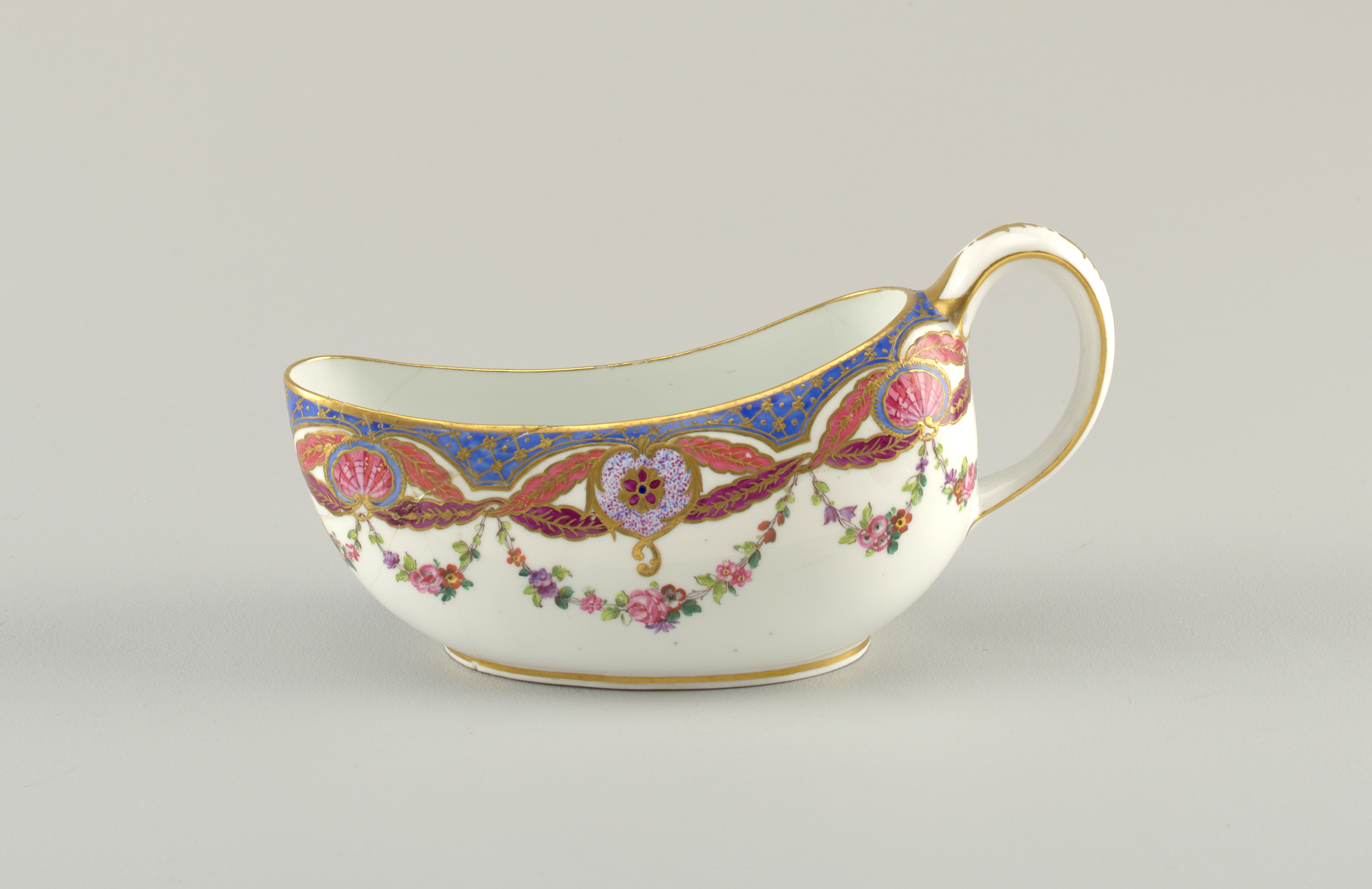
Bourdalou, urinette portative du XVIIIe siècle.

Le bourdalou de forme oblongue, utilisé au XVIIIe siècle, permettait aux femmes d'uriner debout, il reçoit et contient l'urine qui comme pour un pot de chambre devra ensuite être vidée dans un lieu approprié. 

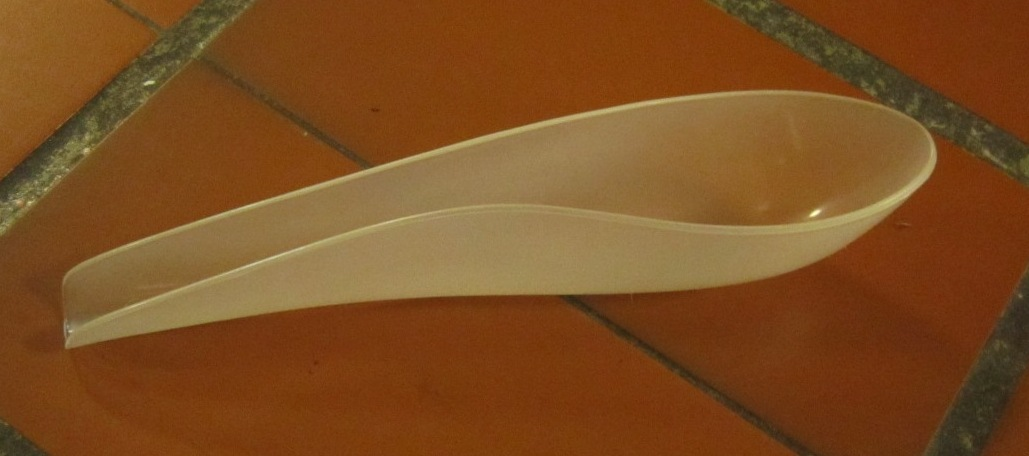
Urinette portative en plastique.

Les urinettes portatives, aussi appelées pisse-debout, sont des objets en plastique, carton, silicone, qui permettent aux femmes (ou toute personne sans pénis) d'uriner debout mais devant un endroit pouvant recevoir l'urine. Ceux en carton se plient, et d'autres en silicone peuvent se rouler. 
L'entreprise canadienne Female Freedom commercialise la P-mate, une urinette portative jetable permettant aux femmes d'uriner dans des lieux où les toilettes sont peu hygiéniques ou carrément inexistantes, comme par exemple dans la forêt, en montagne et le long des routes de campagne. L'utilisation d'une urinette permet à la femme d'uriner debout ou accroupie, sans risque de souiller ses chaussures ou le bas de ses pantalons.
L'entreprise Sani-fem commercialise quant à elle la Freshette, une urinette réutilisable fabriquée en plastique. Elle est surtout destinée aux randonneuses portant de l'équipement lourd ou un baudrier limitant leurs mouvements. Un autre modèle est destiné aux hôpitaux et aux femmes handicapées ou en perte d'autonomie.
L'entreprise allemande klomoda fabrique l'Urinella, une urinette conique portative jetable et perforée en son bout permettant aux femmes d'« uriner debout » en tous lieux.
Une autre entreprise allemande propose sur le même concept que le précédent l'urinette PipiLissi.

### Dans les festivals
Parallèlement au développement des urinettes portatives dans des urinoirs, souvent utilisées dans les festivals par exemple où l'hygiène laisse souvent à désirer, des urinettes spécialement conçues pour les femmes ont vu le jour. D'abord introduit au Pinkpop aux Pays-Bas en 2000, ils sont utilisés un peu partout en Europe. Au Fusion Festival, les urinettes portatives ont été baptisées « Fusionella ».

### Marques
| Nom de la marque | Pays d'origine     | Matière                |
| ---------------- | ------------------ | ---------------------- |
| Isyloo           | Espagne            | carton (plastifié)     |
| GoGirl           | États-Unis         | silicone (flexible)    |
| Lady J           | États-Unis         | plastique (dur)        |
| Lady P           | République Tchèque | plastique (dur)        |
| Lilium Femme     | Argentine          | carton (plastifié)     |
| Pibella          | Suisse             | plastique (dur)        |
| Pipi Pappe       | Allemagne          | carton (non-plastifié) |
| Pissedebout      | France             | carton (étanchéifié)   |
| P-Mate           | Pays-Bas           | carton (plastifié)     |
| pStyle           | États-Unis         | plastique (dur)        |
| Shewee           | Grande-Bretagne    | plastique (dur)        |
| Urinelle         | France             | Papier (plastifié)     |
| WhizBiz          | Australie          | silicone (flexible)    |
| Whiz Freedom     | Grande-Bretagne    | plastique (dur)        |